# Wilsall (Montana)
Wilsall es un lugar designado por el censo ubicado en el condado de Park en el estado estadounidense de Montana. En el Censo de 2010 tenía una población de 178 habitantes y una densidad poblacional de 67,91 personas por km².

## Geografía
Wilsall se encuentra ubicado en las coordenadas 45°59′0″N 110°39′35″O / 45.98333, -110.65972. Según la Oficina del Censo de los Estados Unidos, Wilsall tiene una superficie total de 2.62 km², de la cual 2.62 km² corresponden a tierra firme y (0%) 0 km² es agua.

## Demografía
Según el censo de 2010, había 178 personas residiendo en Wilsall. La densidad de población era de 67,91 hab./km². De los 178 habitantes, Wilsall estaba compuesto por el 99.44% blancos, el 0% eran afroamericanos, el 0.56% eran amerindios, el 0% eran asiáticos, el 0% eran isleños del Pacífico, el 0% eran de otras razas y el 0% pertenecían a dos o más razas. Del total de la población el 1.12% eran hispanos o latinos de cualquier raza.